# Штефан Одоблежа
Штефан Одоблежа (рум. Ştefan Odobleja; *13 жовтня 1902 — †4 вересня 1978) — румунський психолог. Публікувався в основному у Франції французькою мовою.

## Біографія
Народився в селянській родині. Навчався на медичному факультеті в Бухаресті, працював військовим лікарем, на цій посаді об'їздив багато міст Румунії. Незважаючи на постійне навантаження по роботі і бідність, працював досить плідно — повне зведення його робіт складається з більш ніж 50000 сторінок.
Його робота Psychologie consonantiste, вперше опублікована в 1938 (т. 1.) і 1939 (т. 2) в Парижі, торкнулася багатьох тем, пізніше покладених в основу кібернетики — за десять років до публікації відповідної роботи Норберта Вінера в 1948. Проте, незабаром після публікації почалася Друга світова війна, і його праця залишилася непоміченою. На румунській мові книга була видана лише в 1982. Однак завдяки його зусиллям була закладена база для розвитку кібернетики в Румунії. У 1982 була заснована Кібернетична академія Румунії, яка носить його ім'я.